# Tema de Chipre
El tema de Chipre (en griego: θέμα Κύπρου, romanizado: Thema Kyprou), fue un tema o provincia civil y militar bizantina. Se encontraba situado en la isla de Chipre, y fue fundado a finales del 960 después de la reconquista de la isla por la armada bizantina. Anteriormente existía un condominio entre bizantinos y árabes durante tres siglos, con algunos períodos más cortos, donde uno de los dos poderes ocupaba toda la isla. 

## Historia
Nicetas Chalcoutzes recuperó la isla de manos de los árabes, permitiendo así que los bizantinos recobren un punto clave de apoyo en el Mediterráneo oriental, lo cual permitió considerar una reconquista –al menos parcial– de Siria. Debido a su importancia estratégica, el tema de Chipre a menudo era encomendado a los hombres con la confianza del emperador, tales como Eumathios Philokales, estratego del tema durante 20 años (de 1093 a 1112). Sucedió a Rapsomates quien en 1092 se había levantado contra la autoridad imperial hasta que fue derrotado por Juan Ducas.
Bajo el liderazgo de Philokales, los habitantes estuvieron sujetos a una fuerte presión fiscal, lo cual provocó protestas, en particular de la Iglesia, pero sin que terminaran en una revuelta. A finales del siglo XII, Isaac Comneno se proclamó basileus (emperador) en 1185 e inició un gobierno tiránico en la isla. Chipre permaneció bajo su control hasta que fue capturada por Ricardo Corazón de León en 1191 durante la tercera cruzada.